# Xã Vernon, Quận Grant, Nam Dakota
Xã Vernon (tiếng Anh: Vernon Township) là một xã thuộc quận Grant, tiểu bang Nam Dakota, Hoa Kỳ. Năm 2010, dân số của xã này là 218 người.